# Публий Корнелий Малугинский (военный трибун 404 года до н. э.)
Публий Корнелий Малугинский (лат. Publius Cornelius Maluginensis) — римский государственный деятель конца V века до н. э.
О Публии известно лишь то, что он занимал должность военного трибуна с консульской властью в 404 году до н. э. с пятью коллегами. В тот год он вместе с коллегами захватил город вольсков Артену благодаря предательству раба.